# Neoitamus sedlaceki
Neoitamus sedlaceki là một loài ruồi trong họ Asilidae. Neoitamus sedlaceki được Joseph & Parui miêu tả năm 1987. Loài này phân bố ở miền Ấn Độ - Mã Lai.